# Hoy somos mas
Hoy Somos Mas – trzeci soundtrack wydany 11 czerwca 2013 roku przez Universal Music Polska do serialu Violetta. Znajduje się na niej trzynaście utworów. Piosenki wykonują Martina Stoessel, Jorge Blanco, Alba Rico, Mercedes Lambre, Candelaria Molfese, Ruggero Pasquarelli, Diego Domínguez i Samuel Nascimento.

## Lista utworów
1. Hoy Somos Mas – Martina Stoessel – 2:55
2. Entre Dos Mundos – Jorge Blanco – 2:54
3. Yo Soy Así – Diego Domínguez – 3:35
4. Peligrosamente Bellas – Mercedes Lambre i Alba Rico – 3:11
5. Euforia – Elenco de Violetta – 2:47
6. Código Amistad – Martina Stoessel, Lodovica Comello i Candelaria Molfese – 3:03
7. Como Quieres – Martina Stoessel – 2:32
8. Alcancemos Las Estrellas – Martina Stoessel, Lodovica Comello i Candelaria Molfese – 3:24
9. Nuestro Camino – Martina Stoessel i Jorge Blanco – 3:32
10. On Beat – Elenco de Violetta – 3:09
11. Algo Se Enciende – Elenco de Violetta – 4:21
12. Luz, Cámara, Acción – Ruggero Pasquarelli, Jorge Blanco, Samuel Nascimento i Diego Domínguez – 2:29
13. Si Es Por Amor – Martina Stoessel i Mercedes Lambre – 3:08